# ريتشارد إيواي
ريتشارد إيواي (15 مارس 1979 بفانواتو - ) هو لاعب كرة قدم فانواتي في مركز الهجوم. شارك مع منتخب فانواتو لكرة القدم. أما مع النوادي، فقد لعب مع Suva F.C. ‏ وMitchelton FC ‏ ونادي تافيا ‏.

## وصلات خارجية
- ريتشارد إيواي على موقع الاتحاد الدولي (مؤرشف)  (الإنجليزية)
- ريتشارد إيواي على موقع قاعدة بيانات كرة القدم.إي يو (الإنجليزية)
- ريتشارد إيواي على موقع ناشيونال فوتبول تيمز (الإنجليزية)